# Cottica
Cottica (ou Dorp Cottica ou Cotticadorp) é uma cidade do Suriname, localizada no distrito de Sipaliwini, a 104 metros acima do nível do mar.